# Clupisoma prateri
Clupisoma prateri és una espècie de peix de la família dels esquilbèids i de l'ordre dels siluriformes.

## Morfologia
- Els mascles poden assolir 27 cm de longitud total.
- Nombre de vèrtebres: 48-50.[4][5]

## Reproducció
És ovípar i els ous no són protegits.

## Hàbitat
És un peix d'aigua dolça i de clima tropical.

## Distribució geogràfica
Es troba a Àsia: rius Irrawaddy, Salween, Bago i Sittang a Myanmar.